# Johann Wolfgang von der Auwera
Johann Wolfgang von der Auwera, ou van der Auwera, né en 1708 à Wurtzbourg et mort en 1756 dans cette même ville, est un sculpteur du rococo qui œuvra en Franconie.

## Biographie
Auwera est d'abord en apprentissage chez son père et poursuit sa carrière en 1730 à Vienne. Il est au service du prince-évêque de Wurtzbourg à partir de 1738 et décore l'intérieur de la résidence de Wurtzbourg. Il voyage ensuite avec Balthasar Neumann en Rhénanie et dans les Pays-Bas.
Auwera est à l'origine, avec Antonio Giuseppe Bossi, du rococo wurtzbourgeois. Il fut le maître de Johann Michael Fischer. Son frère Lukas est l'auteur de la Crucifixion de l'église Saint-Maurice de Wiesentheid.

## Œuvre
- Intérieur de la résidence de Wurtzbourg
- Maître-autel de la chapelle du château d'Augustusburg à Brühl
- Statues du maître-autel de la cathédrale de Worms
- Aménagement du jardin de l'abbaye cistercienne d'Ebrach
- Sculptures du jardin du château de Veitshöchheim
- Maître-autel de l'église Sainte-Cécile (de) à Heusenstamm
- Maître-autel de l'église Saint-Georges de l'ancienne chartreuse de Tückelhausen, près d'Ochsenfurt
- Maître-autel de l'église Saint-Jacques de Burgwindheim
- Monument funéraire de Mgr Frédéric-Charles de Schönborn-Buchheim (autrefois à la cathédrale de Bamberg, aujourd'hui au musée de Franconie à Wurtzbourg)